# Limburgijska Wikipedia
Limburgijska Wikipedia – edycja Wikipedii tworzona w języku limburgijskim (który należy do grupy języków germańskich), założona w grudniu 2004 roku.
Na dzień 19 maja 2007 roku zawierała 2934 artykułów. W opublikowanym w dniu 1 lutego tegoż roku rankingu wszystkich edycji językowych, uwzględniającym liczbę haseł, edycja ta zajmowała 97. pozycję.